# Monopis persimilis
Monopis persimilis är en fjärilsart som beskrevs av László Anthony Gozmány. Monopis persimilis ingår i släktet Monopis och familjen äkta malar. Inga underarter finns listade i Catalogue of Life.